# Флудвуд (Міннесота)
Флудвуд (англ. Floodwood) — місто (англ. city) в США, в окрузі Сент-Луїс штату Міннесота. Населення — 517 осіб (2020).

## Географія
Флудвуд розташований за координатами 46°55′43″ пн. ш. 92°54′42″ зх. д. / 46.92861° пн. ш. 92.91167° зх. д. (46.928639, -92.911670).  За даними Бюро перепису населення США в 2010 році місто мало площу 3,68 км², уся площа — суходіл.

## Демографія
Згідно з переписом 2010 року, у місті мешкало 528 осіб у 257 домогосподарствах у складі 118 родин. Густота населення становила 143 особи/км².  Було 292 помешкання (79/км²).
Расовий склад населення:
| - 93,9 % — білих - 0,8 % — чорних або афроамериканців - 0,6 % — корінних американців |

До двох чи більше рас належало 4,4 %. Частка іспаномовних становила 1,1 % від усіх жителів.
За віковим діапазоном населення розподілялося таким чином: 21,4 % — особи молодші 18 років, 58,5 % — особи у віці 18—64 років, 20,1 % — особи у віці 65 років та старші. Медіана віку мешканця становила 40,9 року. На 100 осіб жіночої статі у місті припадало 101,5 чоловіків;  на 100 жінок у віці від 18 років та старших — 94,8 чоловіків також старших 18 років.
Середній дохід на одне домашнє господарство  становив 35 124 долари США (медіана — 26 417), а середній дохід на одну сім'ю — 46 580 доларів (медіана — 33 333). За межею бідності перебувало 15,0 % осіб, у тому числі 7,0 % дітей у віці до 18 років та 9,4 % осіб у віці 65 років та старших.
Цивільне працевлаштоване населення становило 208 осіб. Основні галузі зайнятості: освіта, охорона здоров'я та соціальна допомога — 41,8 %, мистецтво, розваги та відпочинок — 11,1 %, будівництво — 9,1 %, фінанси, страхування та нерухомість — 7,7 %.